# Дамате
 Группа компаний «Дамате» — российский сельскохозяйственный холдинг, реализующий проекты по выращиванию и переработке индейки, утки и баранины, производству и переработке молока. Компания расположена в Пензе.

## Деятельность
Основным активом «Дамате» является проект по производству мяса индейки в Пензенской области. Комплекс, мощности которого расположены в Колышлейском и Нижнеломовском районах, представляет собой вертикально-интегрированную структуру с полным производственным циклом: инкубатор, площадки подращивания и откорма, завод по убою и переработке, производство кормов. Проект рассчитан на производство 60 тыс. тонн готовой продукции в год. Ввод мощностей в эксплуатацию осуществляется в несколько этапов: 15 тыс. тонн мяса птицы в убойном весе в 2013 году, 30 тыс. тонн готовой продукции в 2014 году, 60 тыс. тонн в 2015 году и 131 тыс. тонн в 2019 году. Общий объем инвестиций в проект — свыше 12 млрд руб.
В 2012 году в состав ГК «Дамате» вошёл пензенский переработчик молока — ОАО «Молочный комбинат „Пензенский“ («Молком»). Предприятие перерабатывает до 200 тонн молока в сутки и выпускает широкий ассортимент продуктов. Продукция завода реализуется в Пензенской области и поставляется в целый ряд соседних регионов. Весной 2013 года производственные мощности предприятия «Молком» были расширены за счет приобретения сырного производства с плановой мощностью переработки до 250 тонн сырья в сутки.
В декабре 2012 года «Дамате» и правительство Тюменской области подписали соглашение, направленное на развитие сельского хозяйства Тюменского региона. По условиям соглашения о намерениях в Тюменской области компания построит молочно-товарный комплекс на 8800 стойломест.
19 июня 2013 года группа компаний «Дамате» и правительство Республики Башкортостан достигли договоренности о начале реализации в регионе проекта по строительству молочного комплекса на 10 тысяч голов дойного стада. Комплекс будет занимать площадь в 200 гектаров, еще 30 тысяч га понадобятся для производства кормов. Планируемый надой на корову составит 10 тонн в год, а весь комплекс будет давать 287 тонн молока в сутки или 105 тысяч тонн в год.
В 2012 году компания начала разрабатывать проект по убою и переработке мяса крупного рогатого скота. Проект предусматривает строительство завода по убою КРС, мясоперерабатывающего завода, а также ферм для выращивания бычков абердин-ангусской и голштино-фризской породы.